# Višegrad, Prizren
Višegrad, nekdanja srednjeveška trdnjava in mesto na jugu Kosova v bližini Prizrena.
V bližini Prizrena v kanjonu reke Bistrice ob cesti proti Brezovici in dalje proti Šar planini v Makedoniji stojijo ostanki srednjeveške trdnjave in mesta Višegrad. V sklopu trdnjave se je nahajal tudi samostan sv. Arhangela, ki bil moral postati mavzolej srbskega carja Dušana. Samostan so leta 1455 oplenili in porušili Turki, iz njegovega materiala zgradili Sinan-pašino džamijo v Prizrenu. Mesto, ki je stalo na vzpetini je obstajalo že v času kralja Stefana Uroša II., v letih 1348-1352 pa je car Dušan pod njim zgradil samostan sv. Arhangela ter ga obdal z obzidjem. Razvaline mesta, samostana in mostu preko reke Bistrice pod mestom so vidne še danes.